# Мазаньєлло
Мазаньєлло абревіатура від Томазо Аньєлло (італ. Masaniello італійською: [mazaˈnjɛllo], неаполітанська: [masaˈnjellə]; італ. Tommaso Aniello d'Amalfi; 1623 — 16 липня 1647) — ватажок повстання в Неаполі в 1647 році.
Неаполітанське населення знемагало під тягарем податків та здирництва з боку іспанського уряду. Утиски взяли особливо нестерпний характер, коли на чолі управління став герцог д'Аркос. 7 липня спалахнуло повстання. На базарній площі торговці фруктами відмовилися платити накладене на них мито. Маса народу, який юрмився на вулицях з нагоди свята, взяла участь в суперечці.
Мазаньєлло, молодий рибалка, який торгував фруктами, убив одного з чиновників. Приклад його знайшов наслідувачів. Натовп з криками «геть мито» попрямував до митниць, зруйнував їх і спустошив, потім відкрив в'язниці і навів жах на віце-короля, який поспішно втік із міста. Увечері народ, зібравшись на площі, проголосив начальником міста Мазаньєлло, який негайно видав указ, у якому йшлося, що «всякий, хто не вступить до лав повстанців протягом доби, буде страчений».
Кожен день Мазаньєлло в одязі рибалки сидів під балдахіном на майдані і вершив суд — його вироки негайно виконувалися. Тим часом три сотні бандитів напали на прихильників Мазаньєлло, бажаючи розграбувати місто; Мазаньєлло відбив напад, хоробро б'ючись попереду своїх товаришів, і цим остаточно привернув до себе прихильність містян та став ідолом натовпу.
Мазаньєлло, який був позбавлений честолюбства і лукавства в політичному відношенні був абсолютно недосвідченою людиною, яку дуже легко було обманути. Це вдалося кардиналу Філомаріно і легісту Дженовіно. Вони переконали Мазаньєлло погодитися на капітуляцію на наступних умовах: народ отримує рівні з шляхтою політичні права і зберігає зброю до підтвердження договору іспанським королем; податки, встановлені після короля Карла V, скасовуються; повсталим дарується амністія. У супроводі величезної юрби Мазаньєлло відправився в собор, де д'Аркос поклявся свято дотримуватися договору. Після присяги Мазаньєлло заявив, що його місія закінчена, роздер свій розкішний одяг і пішки вирушив у свою убогу хатину.
З цього дня у Мазаньєлло проявилися ознаки божевілля. Народ, однак, продовжував сліпо коритися Мазаньєлло і виконувати його дикі накази. За таких умов віце-королю неважко було налаштувати проти нього натовп: 16 липня Мазаньєлло вбили, його голову насадили на палю, а тіло кинули в болото. На другий день народ розкаявся, відшукав труп свого колишнього вождя і влаштував йому урочистий похорон: його тіло в супроводі 550 священиків і 80 тисячного натовпу народу було перевезено до церкви, де його поховали. Д'Аркос блискучими обіцянками переконав народ скласти зброю, а потім звелів бомбардувати місто та розграбувати його.